# Aria2
Aria2 — свободная кроссплатформенная консольная программа для загрузки файлов по сети. Поддерживаемые протоколы: HTTP, HTTPS, FTP, BitTorrent и Metalink. Автор программы — Тацухиро Цудзикава (Tatsuhiro Tsujikawa), распространяет её под лицензией GPLv2.
Отличается от такого консольного менеджера закачек, как wget, не только поддержкой BitTorrent, но и способностью многоканального получения запрошенного файла из различных источников, в том числе по протоколам HTTP, HTTPS, FTP и BitTorrent одновременно. Используя контрольные суммы блока данных для Metalink, aria2 автоматически проверяет части данных, которые загружаются по BitTorrent.
Ещё одна особенность программы — удалённое управление через HTTP по протоколам JSON-RPC и XML-RPC, интерфейс JSON-RPC доступен также через WebSocket.
Первая версия программы (сайт которой был aria.rednoah.com) поддерживала протоколы FTP и HTTP и имела графический интерфейс, основанный на Gtk первой версии. Он был не слишком удобным и устаревшим: для получения нормального внешнего вида требовал тонкой настройки программы. Отказ от него позволил уменьшить ресурсоёмкость программы и позволил использовать все возможности командной строки Unix.
В 2008 году журналом Linux Format программа за эффективность загрузки и удобство использования признана лучшим менеджером закачек для Linux; особо отмечено, что возможное неудобство для ряда пользователей при работе в режиме командной строки компенсируется возможностью использования программы совместно с Firefox и FlashGot, аддоном, представляющим собой своего рода метаменеджер закачек.